# Néa Péramos (ort i Grekland, Attika)
Néa Péramos är en ort i Grekland.   Den ligger i prefekturen Nomarchía Dytikís Attikís och regionen Attika, i den sydöstra delen av landet, 26 km väster om huvudstaden Aten. Néa Péramos ligger 17 meter över havet och antalet invånare är 8 333.
Terrängen runt Néa Péramos är kuperad åt nordost, men åt sydväst är den platt. Havet är nära Néa Péramos söderut. Runt Néa Péramos är det tätbefolkat, med 356 invånare per kvadratkilometer. Närmaste större samhälle är Pireus, 19,9 km öster om Néa Péramos. 